# Cotacachi (Stadt)
Cotacachi ist eine Stadt in der Provinz Imbabura in Ecuador und Verwaltungssitz des gleichnamigen Kantons.

## Lage und Größe

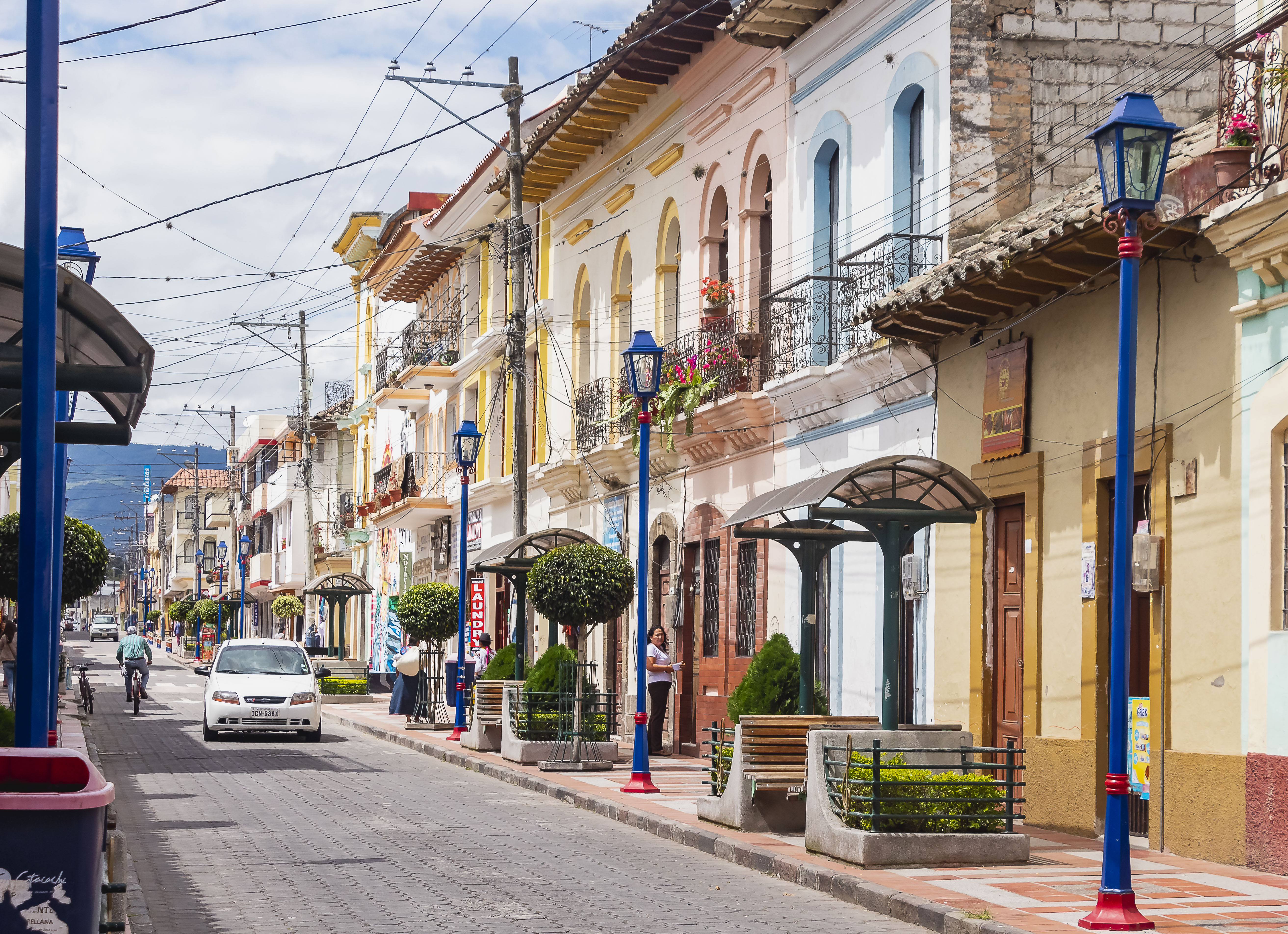
Calle Simón Bolivar

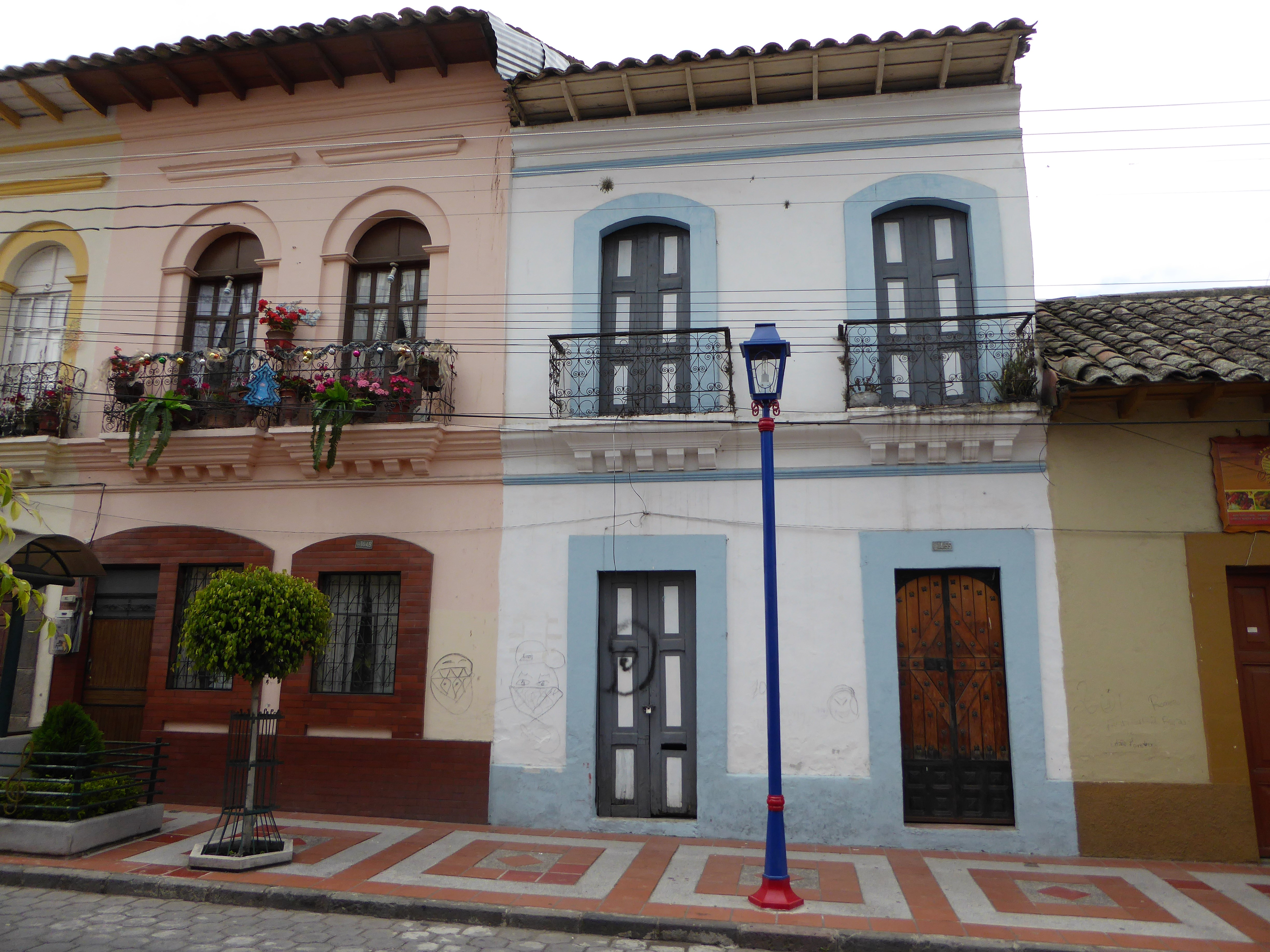
Architektur im Zentrum von Cotacachi

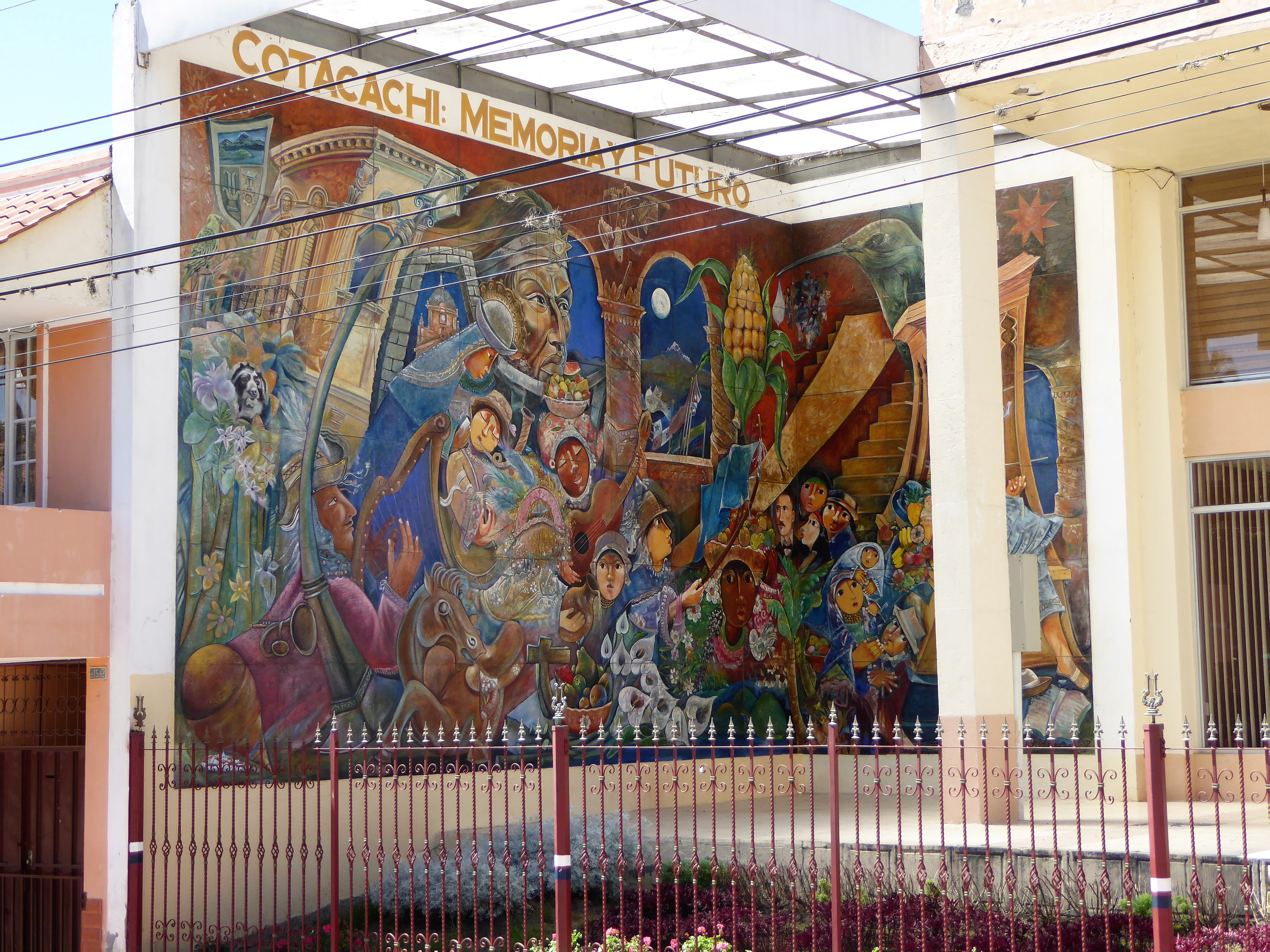
Wandgemälde am Rathaus

Die Stadt hatte beim Zensus 2010 8848 Einwohner und liegt im Mittel auf 2.418 m Meereshöhe in einem Tal zwischen dem gleichnamigen Vulkan Cotacachi und dem Vulkan Imbabura, mit 4.935 m und 4.621 m die beiden höchsten Berge der Provinz Imbabura.
Die Stadt liegt 17 km nördlich von Otavalo und ist vor allem berühmt für ihre Lederwaren (Rindsleder). Cotacachi ist ein idealer Ausgangspunkt für Ausflüge, insbesondere zum 10 km westlich gelegenen See Cuicocha.

## Geschichte
Cotacachi wurde 1544 durch den Missionar Fray Pedro de la Peña gegründet, allerdings war die Region um Cotacachi bereits zur Inkazeit besiedelt. 1824, als Ecuador noch ein Teil Kolumbiens war, wurde Cotacachi Verwaltungssitz des gleichnamigen Kantons innerhalb der Provinz Imbabura und behielt diese Funktion auch bei einer Verwaltungsreform 1861, nachdem Ecuador 1830 die Unabhängigkeit von Kolumbien erlangt hatte.

## Bevölkerung
Die Bevölkerungs besteht größtenteils aus Indigenen (kichwasprachigen Otavalos). Die Kichwas Auki Tituaña – von 1996 bis 2009 Bürgermeister der Stadt – sowie die Ex-Außenministerin Nina Pacari sind die bekanntesten indigenen Persönlichkeiten des Ortes und vertreten zugleich als Mitglieder der Partei Pachakutik ein neues politisches indigenes Selbstbewusstsein. 2009 wurde der Gegenkandidat Tituañas, der Kichwa Alberto Anrango von der Correa-Partei Movimiento PAÍS, zum Bürgermeister gewählt.

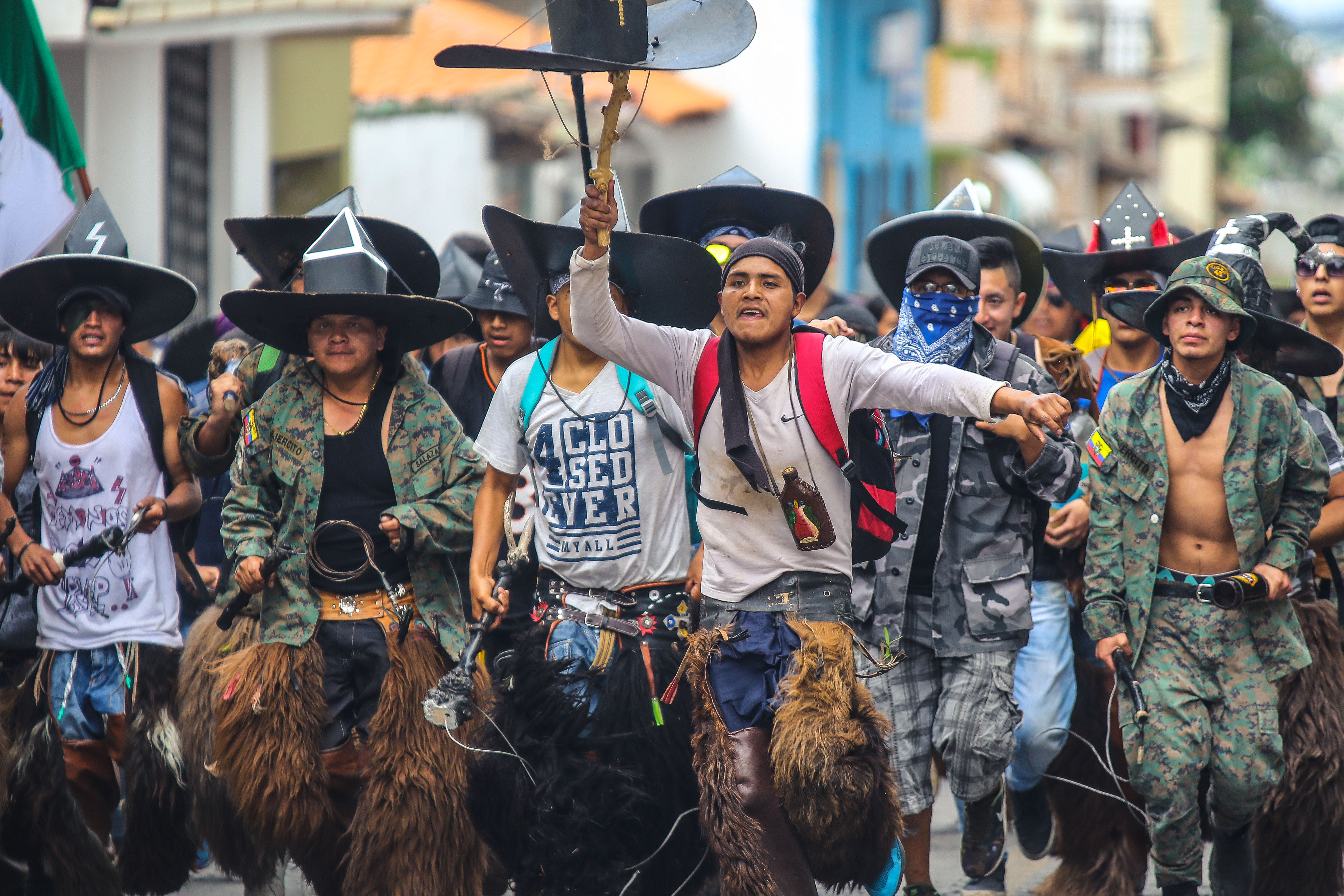
La toma de la plaza (2017)

Cotacachi ist in Ecuador bekannt für sein Inti Raymi. Die unterschiedlichen lokalen indigenen Gemeinden umschreiten dabei in einem stampfenden, gleichtaktigen Tanz die zentrale Plaza, wobei sie pfeifen und im Chor rufen. Viele von ihnen tragen zu diesem Anlass Militäruniformen. Dies stellt einen symbolischen Wettstreit um die „Einnahme des Platzes“ (La toma de la plaza) dar.

## Architektur
Das Zentrum der Stadt bildet der Park Parque Abdón Calderón, an dem sich das 1980 erbaute moderne Rathaus (Gobierno Municipal) mit einem farbenfrohen Wandgemälde und die Kathedrale gegenüberstehen. Mit dem Bau der Kathedrale begann man 1919, doch erst 1955 wurde er vollendet. Die in einem neoklassischen Stil erbaute Kathedrale Catedral la Matriz birgt in ihrem Inneren zahlreiche Kunstwerke aus dem 18. Jahrhundert sowie eine von vielen Gläubigen verehrte Statue der Schutzheiligen von Stadt und Kathedrale, Santa Ana.
Ein zu Beginn des 20. Jahrhunderts erbautes Bürgerhaus in der Calle Bolivar beherbergt das Museum Casa de las Culturas Runakunapak Kawsai Wasi, in dem neben archäologischen Funden auch Musikinstrumente und Kunstgegenstände aus der Umgebung Cotacachis ausgestellt sind sowie Geschichte, Volkskunst und Volkskunde der Stadt und ihres Umlandes erläutert werden. Nach einem Brand im Jahre 2000 wurde das Museum 2003 wieder eröffnet. Auch das 1977 eröffnete Museo de las Culturas widmet sich der Volkskunde und Archäologie der Region, es befindet sich im ehemaligen Rathaus (Antiguo Palacio Municipal), das 1919–27 erbaut wurde.
Zu den Sehenswürdigkeiten des Ortes gehören auch einige Wohnhäuser aus dem 19. und 18. Jahrhundert. Vor allem in der Calle Simón Bolivar und Calle Modesto Peñaherrera sind noch einige hochherrschaftliche Häuser mit Erkern und schmiedeeisernen Balkons erhalten.

## Söhne und Töchter
- Segundo Luis Moreno (1882–1972), Komponist
- Bernardino Echeverría Ruiz (1912–2000), römisch-katholischer Ordensgeistlicher, Erzbischof von Guayaquil
- Alberto Anrango (* 1947), Politiker
- Nina Pacari (* 1961), Politikerin und Juristin
- Geovanni Mauricio Paz Hurtado (* 1962), römisch-katholischer Geistlicher, Bischof von Latacunga
- Auki Tituaña (* 1965), Politiker

## Municipio
Das Municipio von Cotacachi hat eine Fläche von 69,96 km². Beim Zensus 2010 lebten 17.139 Einwohner im Municipio. Dieses ist in zwei Parroquias urbanas gegliedert.

### El Sagrario
Die Parroquia El Sagrario (⊙) liegt nordöstlich der Calle 10 de Agosto. Das Verwaltungsgebiet umfasst folgende Barrios: Central, La Bolívar, Centro Histórico (Sector 9 de Octubre y aledañas) La Sucre, La Modesto Peñaherrera, Diablo Calle, Oriental (2 fases), Dispensario IESS, Cachipúgro, La Ríofrío, El INNFA, La 24 de Mayo, San José, La Banda und Pilchibuela. Ferner sind folgende Comunidades Teil der Parroquia: El Cercado, El Batán, Tunipamba Bellavista, Yambaburo, Topo Grande, Alobuela, Asaya Santo Tomás, Santa Bárbara, Iltaquí Chiquito, Piava Chupa, Pilchibuela, San Pedro und Piava San Pedro.

### San Francisco
Die Parroquia San Francisco (⊙) liegt südwestlich der Calle 10 de Agosto. Das Verwaltungsgebiet umfasst folgende Barrios: La 10 de Agosto, El Parque Olmedo, El Cuerpo de Bomberos, El Hospital Asdrubal de la Torre, Caliente, El Coco, San Teodoro, El Ejido und Húmedo. Außerdem gehören zur Parroquia folgende Comunidades: La Calera, La Victoria Don Bosco, Morales Chupa, Morochos, Suárez Dávila Chicapamba, Eloy Alfaro, San Martín Suelto, San Martín de Cevallos, Topo Chico und Turucu.